# San Pelayo (Diomondi)

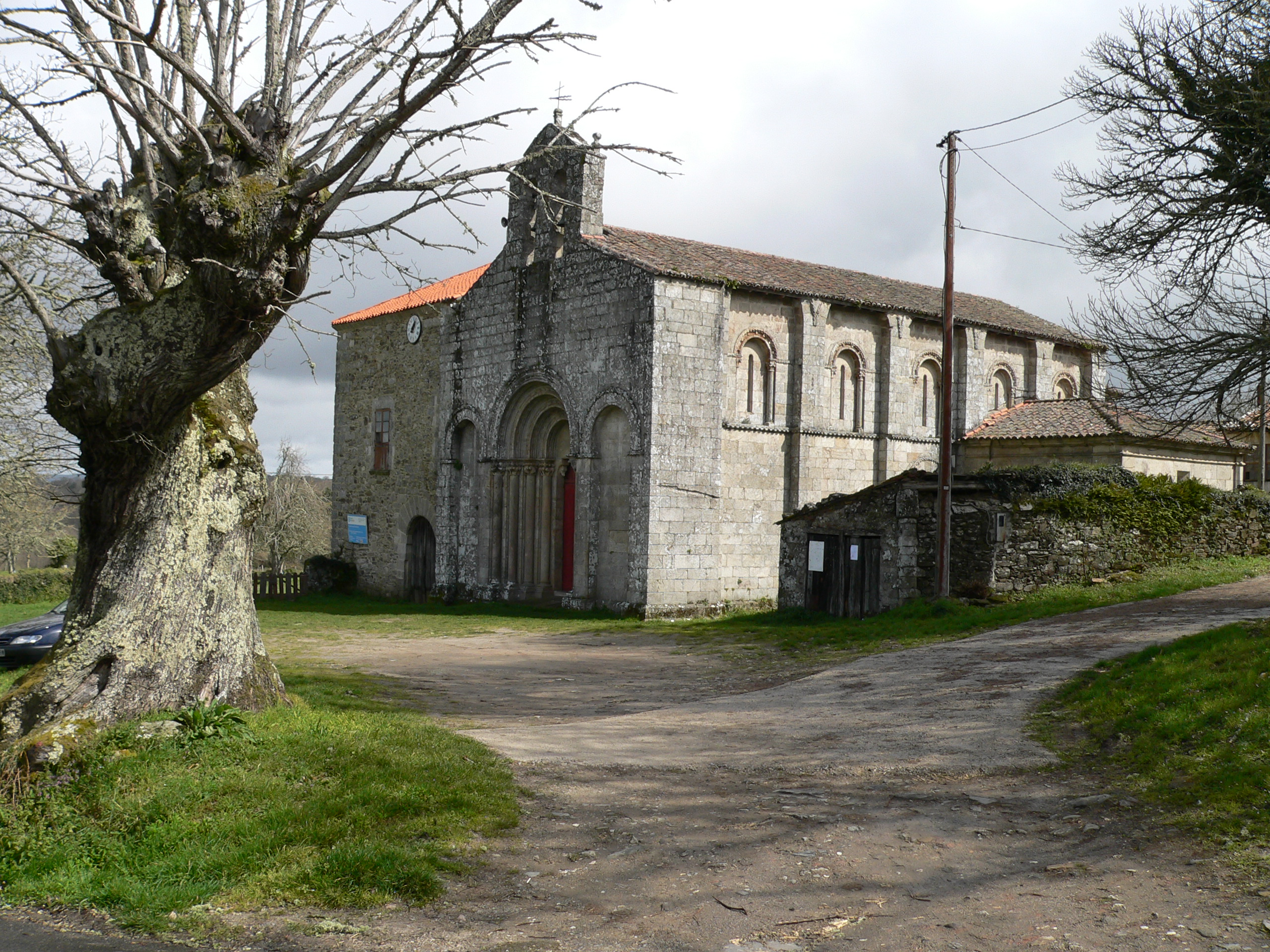
Pfarrkirche San Pelayo

Die katholische Pfarrkirche San Pelayo in Diomondi, einem Ort der Gemeinde O Saviñao in der Provinz Lugo der spanischen Autonomen Gemeinschaft Galicien ist eine romanische Kirche aus dem 12. Jahrhundert. Im Jahr 1931 wurde die Kirche zum Baudenkmal (Bien de Interés Cultural) erklärt.

## Geschichte
Die heutige Pfarrkirche San Pelayo gehörte ehemals zu einem Benediktinerkloster, das im 10. Jahrhundert gegründet wurde. Die Kirche wurde um 1170 errichtet und dem heiligen Pelagius von Córdoba (spanisch Pelayo, portugiesisch Paio) geweiht. Pelagius, der besonders in Spanien verehrt wird, war nach der Legende ein Enkel oder Neffe des Bischofs von Tui und soll zu Beginn des 10. Jahrhunderts in Córdoba zur Zeit des  Emirats von Córdoba den Märtyrertod erlitten haben. 1178 erhielt das Kloster eine Schenkung von König Ferdinand II. Vom Kloster ist heute nur noch die Kirche erhalten.

## Architektur

### Außenbau

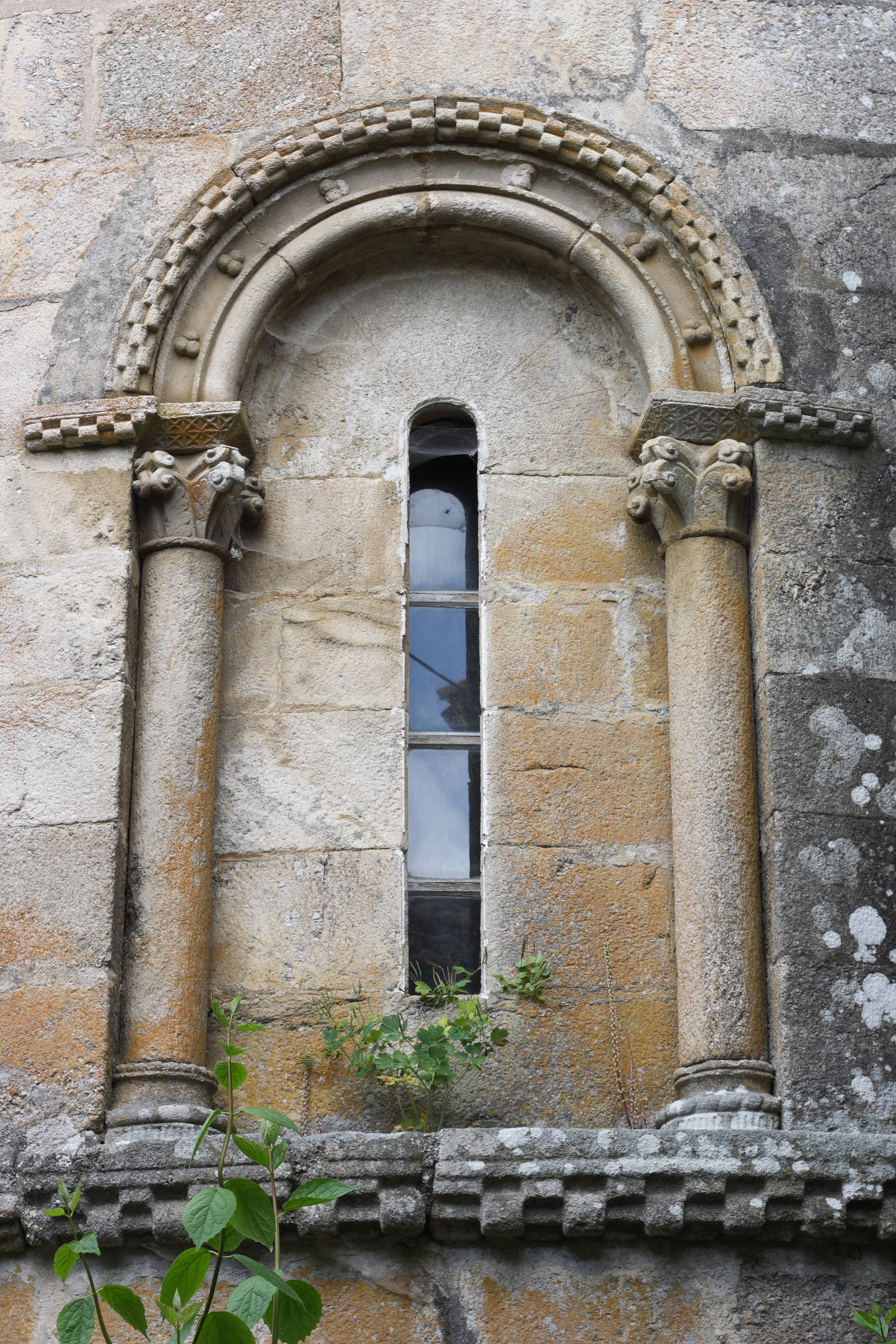
Fenster

Die Außenmauern des  Langhauses unterteilen flache Strebepfeiler. Die eingezogene, halbrunde Apsis wird von schlanken Dreiviertelsäulen gegliedert. Apsis und Langhaus sind von Rundbogenfenstern durchbrochen, deren Archivolten auf Säulen mit skulptierten Kapitellen aufliegen und von einem breiten Rollenfries umrahmt werden.

### Westfassade und Hauptportal
Die Westfassade, über der sich ein Glockengiebel (espadaña) erhebt, wird von drei Rundbögen gegliedert. Die seitlichen Bögen rahmen Blendfelder, im mittleren Bogen öffnet sich das stufenförmig eingeschnittene Hauptportal. Es wird von schlanken, eingestellten Säulen gerahmt, die mit figürlich skulptierten Kapitellen versehen sind. Auf diesen sind das Tierkreiszeichen des Schützen, Vögel und Tiere, zum Teil mit menschlichen Köpfen, dargestellt. Die beiden Konsolen (mochetas), auf denen das schmucklose Tympanon aufliegt, sind als Köpfe von Wölfen gestaltet.

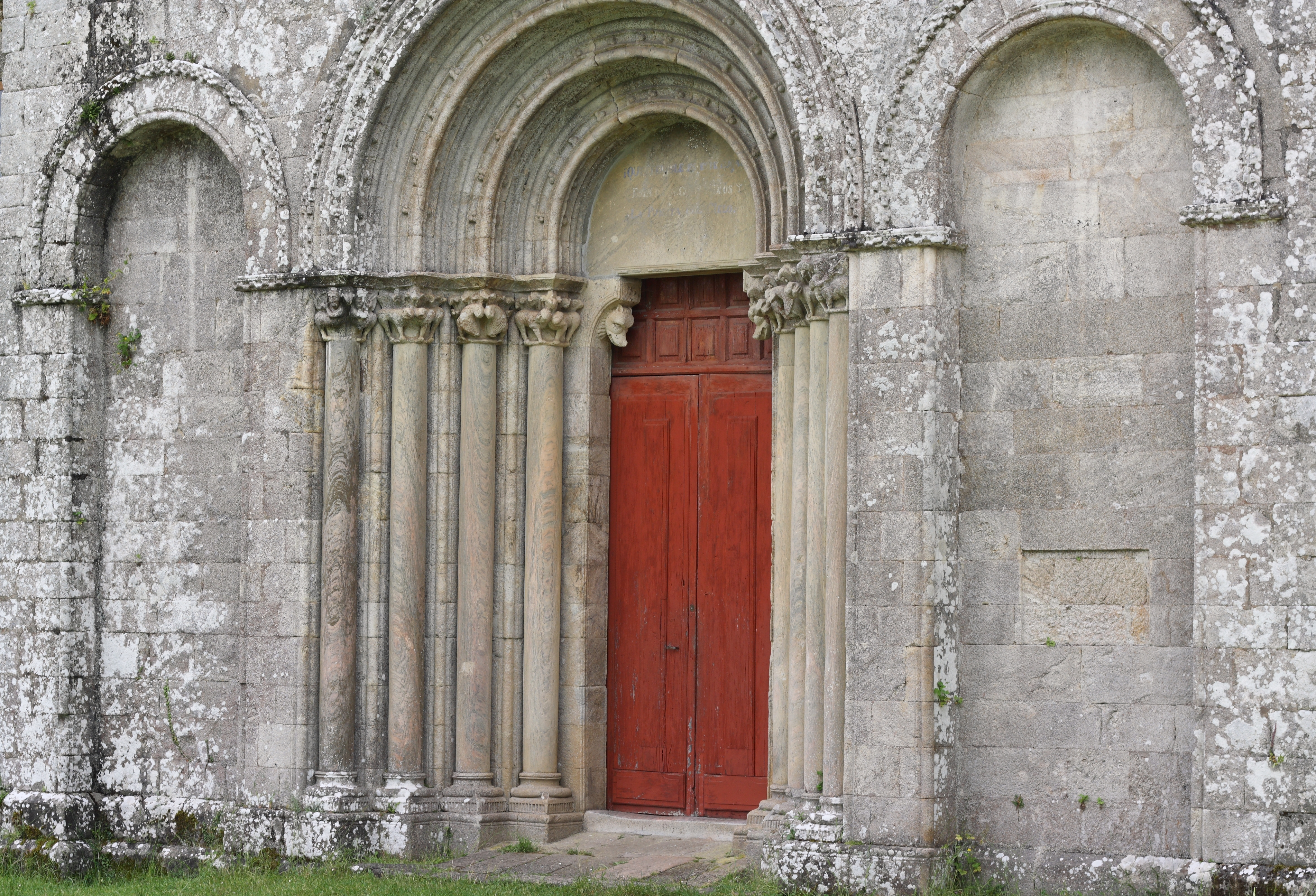
Westportal
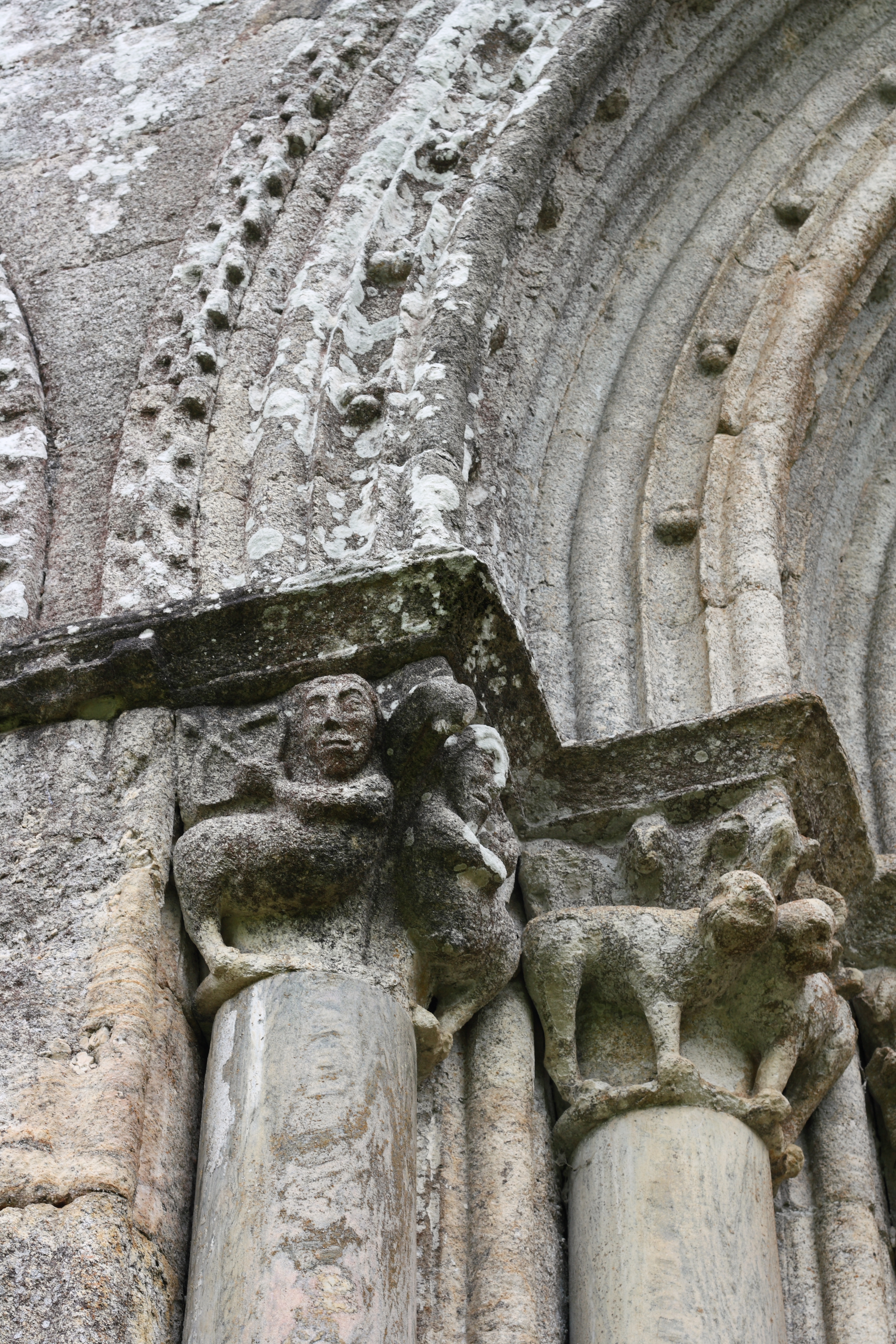
Kapitelle am Westportal
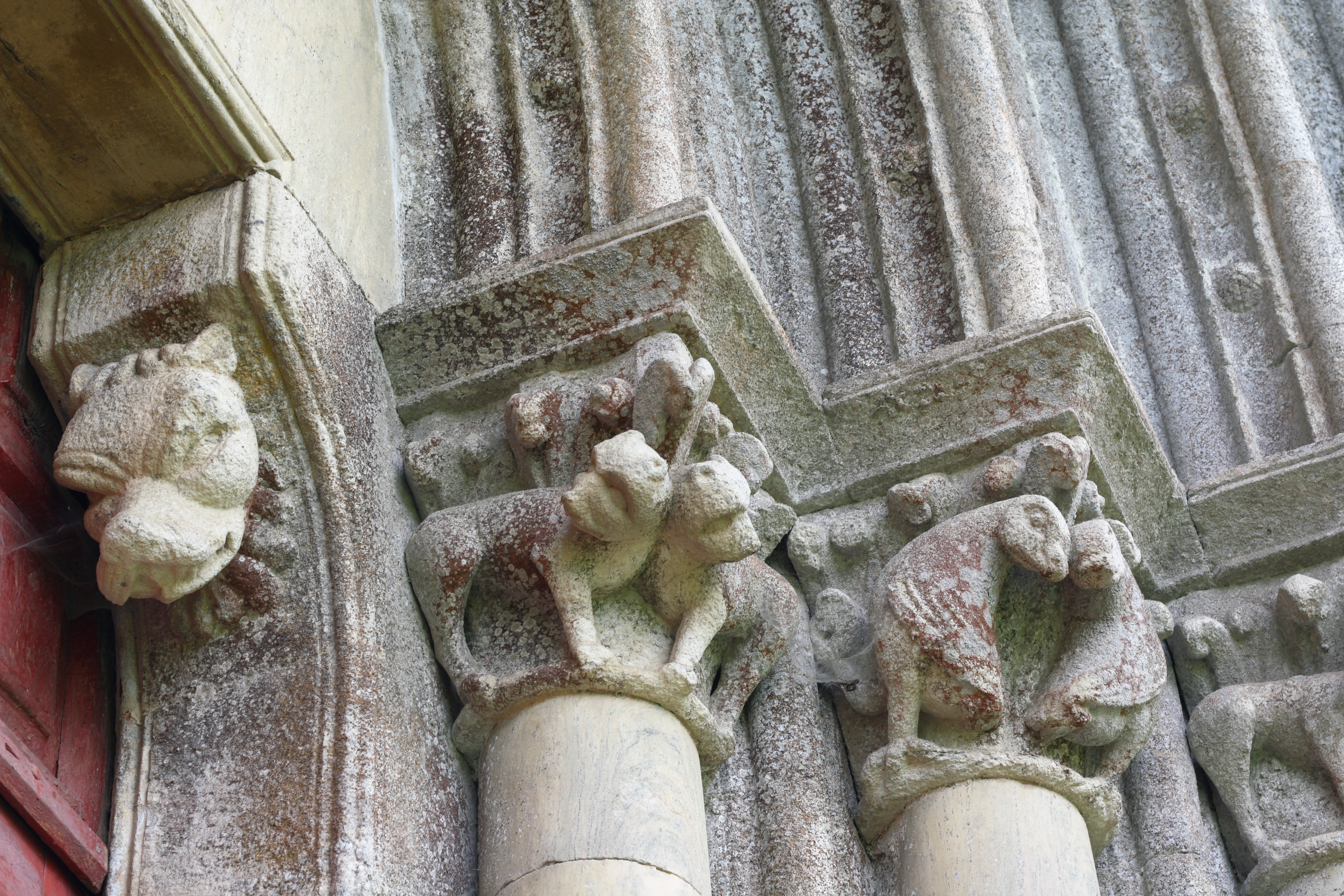
Kapitelle am Westportal, Konsole mit Tierkopf

### Südportal
Das Tympanon des schlichteren Südportals ist mit zwei Zackenbögen verziert und wird ebenfalls von Konsolen getragen, die Tierköpfe darstellen. Über dem Rundbogen verläuft ein Rollenfries.

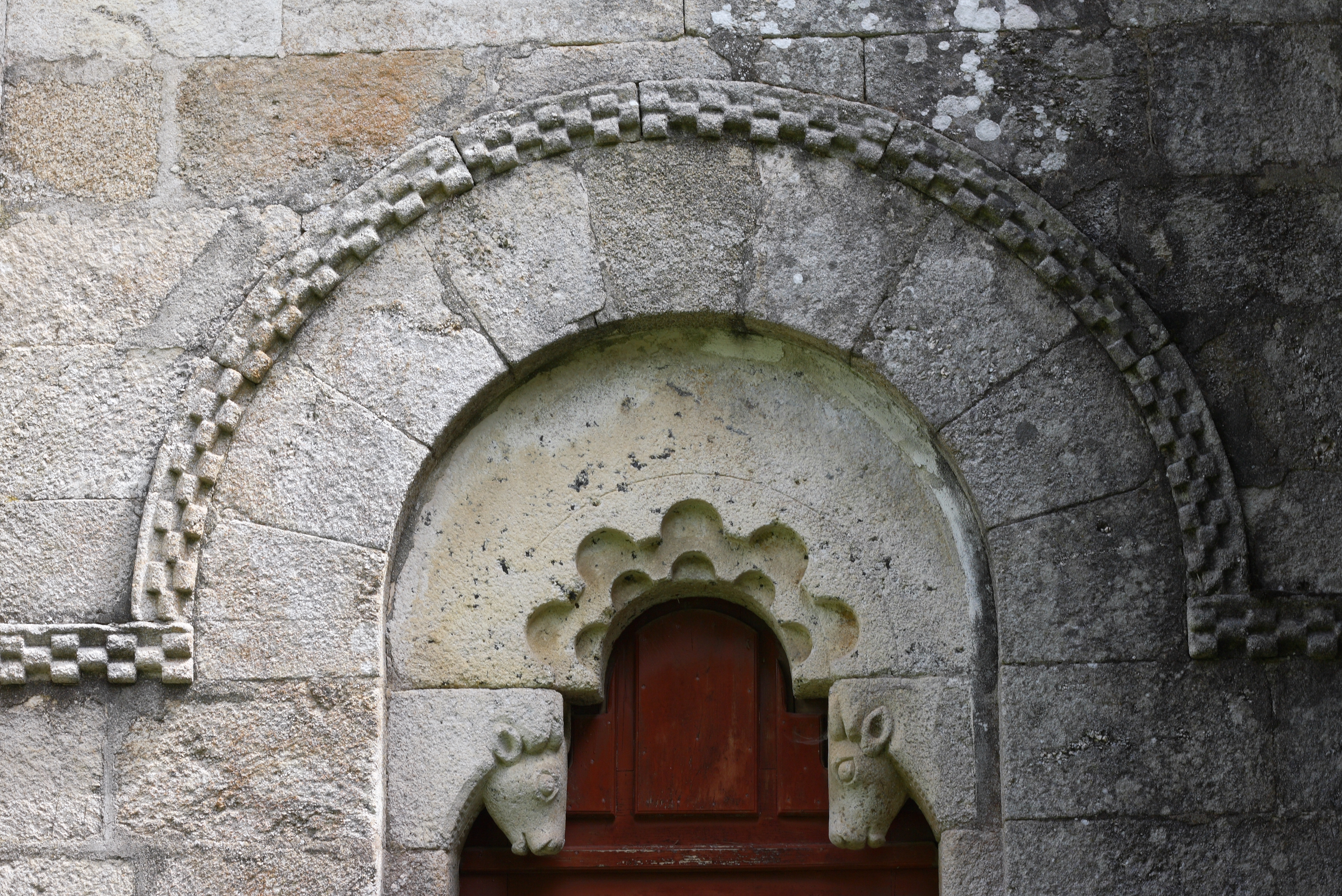
Südportal, Konsolen mit Tierköpfen
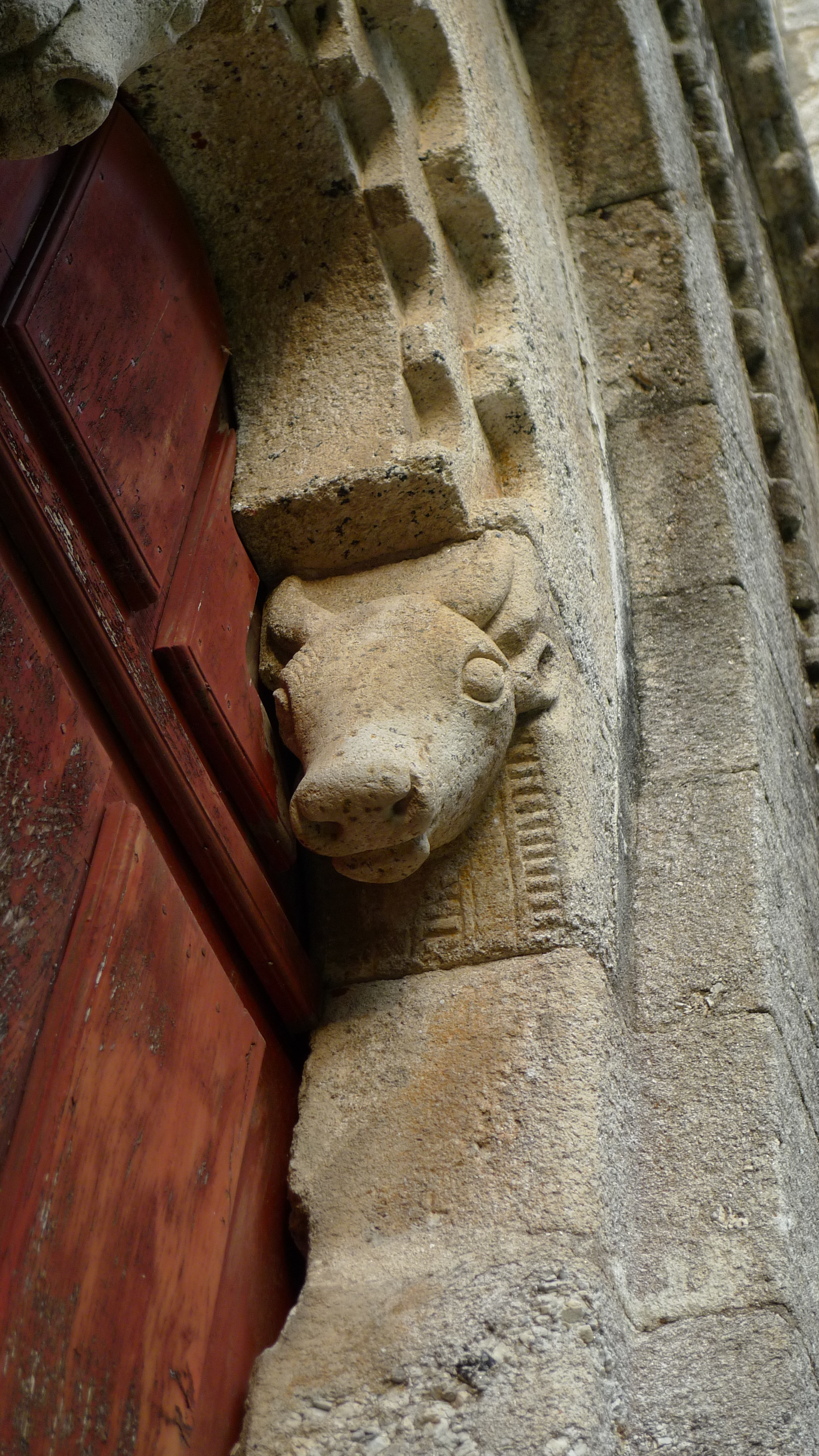
Südportal, Konsole mit Tierkopf

### Innenraum

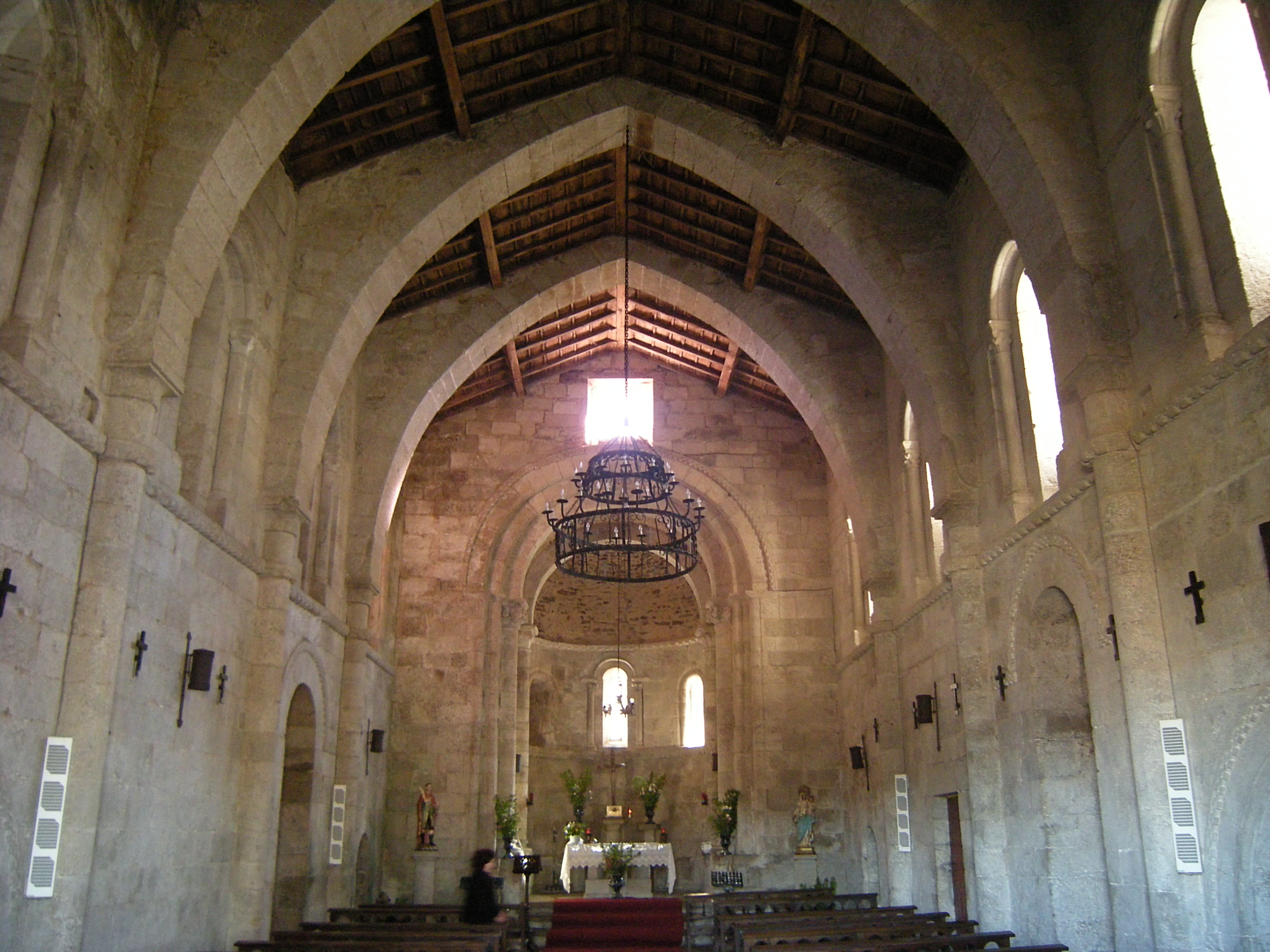
Innenansicht

Die Kirche ist einschiffig und in fünf Joche unterteilt. Das Langhaus wird von einer Holzdecke gedeckt, der Chor besitzt ein Gewölbe aus Stein, das von Gurtbögen unterfangen wird.

## Ausstattung

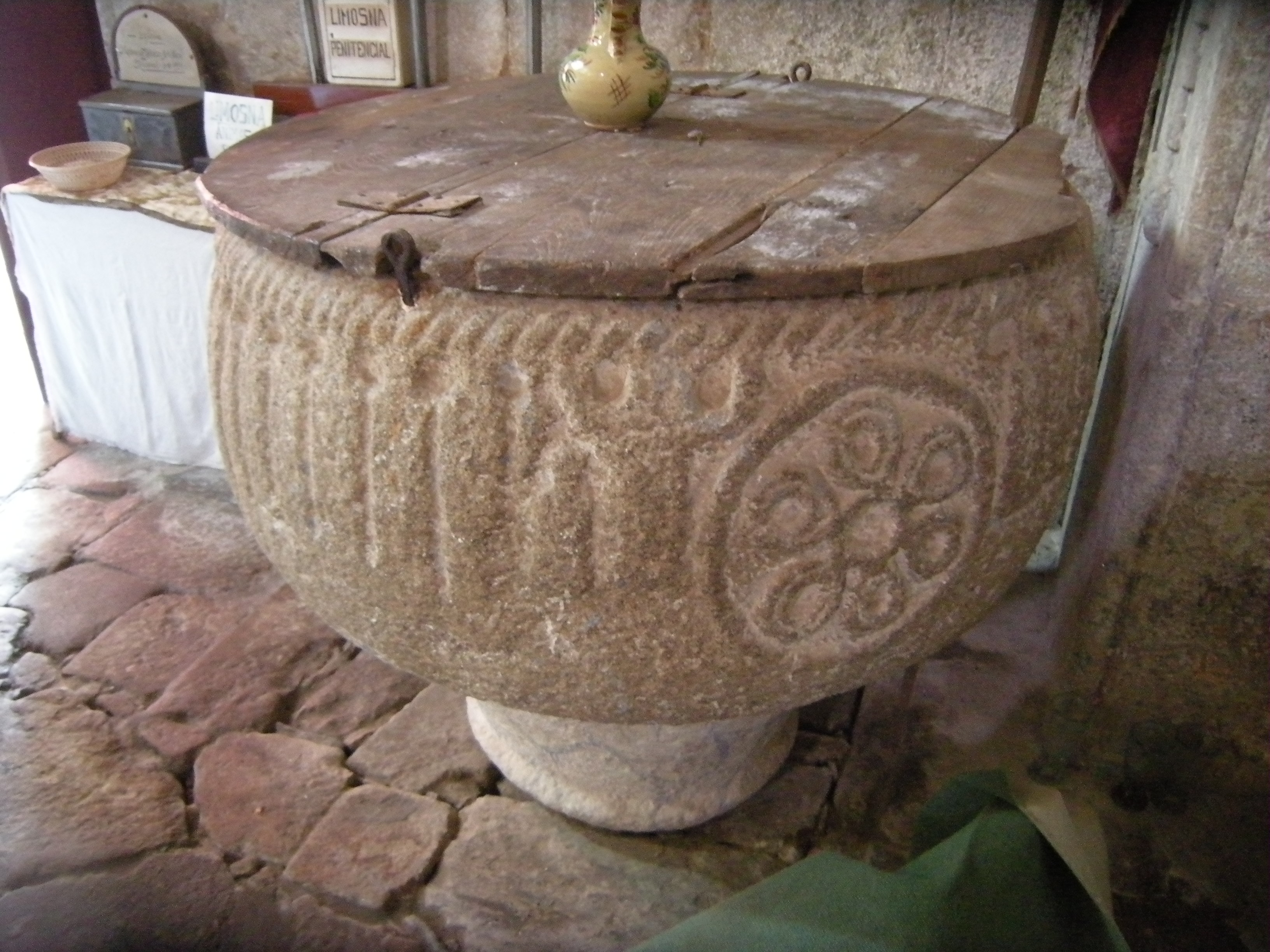
Taufbecken

In der Kirche ist ein reich verziertes steinernes Taufbecken erhalten.